# The Social Network
The Social Network er en amerikansk dramafilm fra 2010, omhandlende grundlæggelsen af det sociale internetværks hjemmeside Facebook. Filmen blev instrueret af David Fincher og hovedrollerne spilles af Jesse Eisenberg, Andrew Garfield, Justin Timberlake, Brenda Song, Max Minghella, Rooney Mara, Rashida Jones og Armie Hammer. Kevin Spacey er en af producerne på filmen.
Aaron Sorkin tilpassede sit manuskript fra Ben Mezrichs "faglitterære" bog The Accidental Billionaires fra 2009. Intet Facebook personale eller ansatte, herunder stifteren Mark Zuckerberg, blev involveret i projektet, selv om Eduardo Saverin var konsulent på Mezrich's historie. Filmen er distribueret af Columbia Pictures og blev udgivet den 1. oktober 2010, i USA og den 14. oktober i Danmark.

## Medvirkende
- Jesse Eisenberg som Mark Zuckerberg
- Andrew Garfield som Eduardo Saverin
- Brenda Song som Christy Lee
- Justin Timberlake som Sean Parker
- Rooney Mara som Erica Albright
- Armie Hammer som Cameron Winklevoss/Tyler Winklevoss
- Max Minghella som Divya Narendra
- Rashida Jones som Marylin Delpy[4]
- Joseph Mazzello som Dustin Moskovitz
- Dustin Fitzsimons som The Phoenix S-K Club President
- Patrick Mapel som Chris Hughes
- Douglsom Urbanski som Larry Summers
- Wallace Langham som Peter Thiel
- Dakota Johnson som Amelia Ritter
- Josh Pence som Cameron Winklevoss/Tyler Winklevoss
- Malese Jow som Alice Cantwell
- Denise Grayson som Gretchen
- Trevor Wright som Josh Thompson
- John Getz som Sy
- Shelby Young som K.C.
- Eric La Barr som Harvard Note Psomser

## Eksterne Henvisninger
- The Social Network på Internet Movie Database (engelsk)
- The Social Network på Filmdatabasen
- The Social Network på Scope
- The Social Network i Svensk Filmdatabas (svensk)
- The Social Network på AlloCiné (fransk)
- The Social Network på MovieMeter (nederlandsk)
- The Social Network på AllMovie (engelsk)
- The Social Network hos American Film Institute (engelsk)
- The Social Networks profil hos Encyclopædia Britannica Online (engelsk)
- The Social Network på Turner Classic Movies (engelsk)